# Абидосская невеста
«Абидо́сская неве́ста» (англ. The Bride of Abydos) — «турецкая повесть» Джорджа Байрона, вторая из шести его так называемых «восточных поэм», написанная и опубликованная в конце 1813 года. Её протагонист Селим — типичный байронический герой, обделённый судьбой, но не сломленный. Сюжетообразующее ядро повести — его любовь к сестре Зулейке, приносящая им обоим гибель.

## История создания
«Абидосская невеста» была создана двадцатишестилетним Байроном в очень короткий срок: за четыре ночи (запись в дневнике от 16 ноября) или за одну неделю (письмо Гиффорду от 12 ноября) в первой половине ноября 1813 года. Первое издание вышло в свет уже 2 декабря. В своём дневнике 16 ноября поэт записал, что создавал «Абидосскую невесту» «stans pede in uno» («стоя на одной ноге»; цитата из Горация, Sat. I 4 10), имея в виду быстрое написание плохих стихов ради денег. Несмотря на это, известно, что он пересматривал текст повести несколько раз, хотя в сохранившихся рукописях отражены лишь малые изменения. В одном из своих писем Байрон высказывал намерение положить в основу сюжета запретную любовь между родными братом и сестрой, но окончательный вариант был избран ещё до начала работы над повестью.
«Абидосская невеста» была издана ещё до выхода окончательной редакции первой «восточной поэмы» Байрона, «Гяура» (27 декабря 1813 года). Таким образом, работа над второй поэмой вклинилась в доработку первой.

## Действующие лица
- Яфар (Giaffir) — османский паша.
- Селим (Selim) — сын Яфара.
- Зулейка (Zuleika)[7] — дочь Яфара.
- Гарун (Haroun) — слуга.

## Сюжет
«Абидосская невеста» состоит из двух песен (англ. cantos), разделённых на неравные по числу стихов строфы. Всего в повести 1214 стихов. Им предпослан эпиграф из Роберта Бёрнса (из стихотворения «Ae fond kiss») и посвящение лорду Холланду.
Начало песни первой напоминает знаменитую песню Миньоны «Kennst du das Land» из романа Гёте «Годы учения Вильгельма Мейстера». В отличие от развёрнутого вступления к «Гяуру», здесь Байрон ограничивается лишь кратким описанием Востока (строфа I) и сразу переносит читателя в диван Яфара. Селим извиняется перед отцом за то, что гулял ночью тайком в саду с Зулейкой. Паша ругается на него и предостерегает впредь так не делать. Они ненавидят друг друга. Напротив, к Зулейке Яфар испытывает самые нежные чувства (II—V). Её появление заставляет его заплакать. Он объявляет, что Зулейка будет отдана замуж за старого Османа, в союзе с которым Яфару не страшен будет сам султан. Девушка расстраивается, а паша отправляется смотреть войска (VI—VIII).
Зулейка приходит к тоскующему Селиму и пытается его развеселить: плещет водой, приносит с пением розу, но всё напрасно (IX—X). Тогда, отчаявшись, она объявляет, что не отдаст Осману своей руки без согласия на то Селима и надеется не расставаться с братом (XI). Это признание побуждает его к ответному излиянию чувств, он грозится отомстить Яфару (XII). Зулейка удивлена произошедшей в нём перемене. Они целуются и решают бежать. Селим обещает пробраться ночью в гарем и увести её (XIII—XIV).
Песнь вторая начинается с описания Геллеспонта и прилегающих земель (I—IV). Зулейка покидает свои покои и приходит с Селимом в пещеру, где привыкла проводить время. Теперь там сложено оружие. Сам Селим переодет разбойником (V—IX). Он признаётся, что Яфар ему не отец и рассказывает, как паша коварно отравил собственного брата Абдалу, но пощадил его малолетнего сына — Селима. Эту историю он узнал от верного слуги Абдалы Гаруна. Селим надеется собрать врагов Яфара и отомстить (X—XVI). Втайне от паши он связался с разбойниками и уже давно участвует в их подвигах, тогда как Яфар считает его изнеженным и неспособным к битвам (XVII—XXI). Поражённая, Зулейка молчит в ответ.
Тишину нарушает приближение Яфара с отрядом. Зулейка возвращается во дворец, а Селим остаётся биться в надежде на скорое прибытие разбойников, плывущих к пещере. Завязывается схватка, он почти успевает отступить, но Яфар стреляет, и волны уносят тело Селима (XXII—XXVI). Зулейка умирает от отчаяния, на её могиле растёт неувядающая роза (XXVII—XXVIII).

## Переводы на русский язык
- «Невеста Абидосская», стихотворный перевод И. И. Козлова.
- «Абидосская невеста», стихотворный перевод Г. А. Шенгели (1940).

## Произведения, основанные на «Абидосской невесте»
В июле 1863 года Камиль Дусе, недавно назначенный главным управляющим государственных театров, объявил конкурс среди лауреатов Римской премии на лучшую оперу в трёх актах на либретто Жюля Адени (La fiancée d’Abydos) по «Абидосской невесте». В нём приняли участие Адриан Барт, Жан Конт, Самюэль Давид, Эмиль Паладиль и Теодор Дюбуа. В конце октября — начале ноября 1864 года состоялись прослушивания в Консерватории, по результатам которых жюри единогласно выбрало победителем Адриана Барта. Первое представление его оперы состоялось 30 декабря 1865 года, однако не имела успеха и была исполнена всего девятнадцать раз.
В 1897 году была поставлена «Абидосская невеста» (La fiancée d’Abydos) бельгийского композитора Поля Лебрена.
Кисти Эжена Делакруа принадлежит известная картина «Абидосская невеста» («Селим и Зулейка») (La fiancée d’Abydos; Selim et Zuleika) (ок. 1825—1850), на которой изображены двое возлюбленных у берега.